# Дьюхерст, Фред
Фре́дерик Дью́херст (англ. Frederick Dewhurst; 16 декабря 1863 — 21 апреля 1895) — английский футболист, выступавший на позиции нападающего-инсайда. Наиболее известен по выступлениям за сборную Англии и клуб «Престон Норт Энд».

## Клубная карьера
Уроженец Фулвуда (неподалёку от Престона, Ланкашир), после окончания учёбы Дьюхерст работал ассистентом преподавателя в Престонском католическом колледже. Параллельно играл в футбол за молодёжные команды Престона. В 1882 году стал игроком клуба «Престон Норт Энд».
Забил первый гол «Престона» в Футбольной лиге 8 сентября 1888 года в ворота «Бернли». По итогам сезона 1888/89 «Престон Норт Энд» стал чемпионом Англии, не потерпев ни одного поражения. В том же сезоне команда стала обладателем Кубка Англии, обыграв в финале 1889 года «Вулверхэмптон Уондерерс» (Дьюхерст забил первый гол в этом матче, который завершился со счётом 3:0). Годом ранее «Престон» также вышел в финал Кубка Англии, и Дьюхерст забил гол в том матче, но этого оказалось недостаточно, чтобы победить «Вест Бромвич Альбион».
С 1886 по 1889 год Дьюхерст также выступал за знаменитый лондонский клуб «Коринтиан», сыграв за него 28 матчей и забив 12 мячей.

## Карьера в сборной
Дебютировал за национальную сборную Англии 13 марта 1886 года в матче домашнего чемпионата против Ирландии, отметившись в игре забитым мячом. Всего провёл за сборную 9 матчей, в которых забил 11 мячей, в числе которых были «дубли» в ворота Ирландии, Уэльса и Шотландии. Свой последний матч за сборную провёл 23 февраля 1889 года.

## Достижения

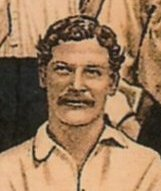
Дьюхерст в 1889 году

«Престон Норт Энд»
- Чемпион Англии: 1888/89
- Обладатель Кубка Англии: 1889
- Финалист Кубка Англии: 1888